# Japán Alpok
A Japán Alpok (japánul: 日本アルプス Nihon Arupuszu) egy három, nagyjából párhuzamos észak-déli csapású hegyvonulat, a Hida-, a Kiszo- és az Akaisi-hegység összefoglaló neve. A Japán főszigeten Honsún helyezkedik el, egyben ketté is választva azt. Ez a terület a japán szigetvilág legnagyobb átlagmagasságú része háromezres csúcsokkal, több nemzeti parkkal és számtalan népszerű sí- és hegymászóparadicsommal. Fő turisztikai központja Nagano, a téli olimpiai város.
Niigata, Tojama, Jamanasi, Nagano, Gifu, Sizouka prefektúrák osztozkodnak a területén.

## Név eredete
Az elnevezést egy angol régésznek William Gowlandnek köszönheti, de egy szintén angol, bizonyos Walter Weston nevű misszionárius (akit a Japán alpok atyjának is neveznek) segítette elő a név népszerűvé válását. Westonról egy emléktábla is el van helyezve Kamikócsiban a Hida-hegységben, amely híres az alpesi klímájáról. Gowland eleinte csak a Hida-hegységre használta a Japán Alpok elnevezést, de ma már a Kiszo- és az Akaisi-hegységet is magába foglalja. Az elnevezés azonban nem minden tekintetben fedi a valóságot, ugyanis azt leszámítva, hogy néhol a csúcsok magassága vetekedik az Alpok hegyeivel és a legmagasabb gerinceket egész évben hó borítja a pleisztocénban a hegységek csak nagyon kis része jegesedett el, ezért a glaciális formakincs rendkívül csekély az Alpokhoz képest. Valamint számos vulkán is előfordul a Japán Alpokban.

## Történelme
Már az 1600-as években tettek kísérleteket a hegység folyóvölgyeinek felfedezésére és az úthálózatainak a feltérképezésére. Ennek ellenére a hegygerincek sokáig ismeretlenek maradtak. Ahogy később Kodzsima Uszui fogalmazott „Azokban az időkben nemhogy a hegyek magasságát és földrajzi helyzetét nem ismerték, de még neveik sem voltak a hegyeknek. A hegymászás ezen a területen tehát azt jelentette, hogy útra kelünk egy ismeretlen országba.” Az első cikkek a geológiai felmérésekről 1890-ben jelentek meg. Ebben említésre kerültek a legmagasabb csúcsok, de a hegység topográfiája többnyire találgatáson alapult. 1891 után, az ide utazók már tájékozódhattak Basil Hall Chamberlain és W. B. Manson kézikönyvéből. A könyv, bár angol nyelven jelent meg, az itt hegyet mászó japánok mindenféle útikalauz nélkül tették ezt meg. Az 1890-es években osztották fel először a Japán Alpokat három részre (északi, középső és déli).
Az 1860-as években William Gowland a hegység több részén is felfedezőutakat tett, így ő lett az első dokumentált külföldi, aki megmászta a Jarigatake és a Norikura hegyet. Gowland régész volt, ezért a felfedezésében inkább a régészeti célok vezérelték. Bár Gowland volt az első aki felfedezte ezeket a hegygerinceket, Walter Weston volt ez aki először dokumentálta a tapasztalatait. Körülbelül húsz évvel Gowland felfedezése után, Weston maga is elindult a saját tapasztalatszerzésre a Japán Alpokba kezében Gowland jegyzeteivel.
Weston nem csak a Gowland által bejárt hegyeket mászta meg, hanem olyan kisebb csúcsokat is mint a Jonendake, Kaszadake és a Hodakajama. Elsőként dokumentálta az ittlévő geológia struktúrájukat tekinve különböző hegységrendszert. Az elsőt Kínai rendszernek nevezte, mert összefügg a Dél-kínai hegyvidék vonulataival. A második a Karafuto rendszer, mert északról, Karafutóból  (egykori japán prefektúra a Szahalin szigeten) érkezik Japánba és halad dél-nyugat felé. 
E két embert tekintik a Japán Alpok első, nyugati felfedezőinek. Ennek eredményeként Weston, Gowland segítségével népszerűsítette és dokumentálta a hegység különböző részeit hihetetlenül mélyreható módon.

## Éghajlat
| Hónap                               | Jan.  | Feb.  | Már.  | Ápr. | Máj. | Jún. | Júl. | Aug. | Szep. | Okt. | Nov.  | Dec.  | Év    |
| ----------------------------------- | ----- | ----- | ----- | ---- | ---- | ---- | ---- | ---- | ----- | ---- | ----- | ----- | ----- |
| Rekord max. hőmérséklet (°C)        | 16,7  | 18,5  | 23,4  | 30,6 | 32,1 | 34,7 | 36,3 | 37,3 | 35,4  | 30,2 | 23,9  | 21,7  | 37,3  |
| Átlagos max. hőmérséklet (°C)       | 3,0   | 4,2   | 9,1   | 16,9 | 22,3 | 25,7 | 29,0 | 30,7 | 25,6  | 19,2 | 12,7  | 6,2   | 17,1  |
| Átlaghőmérséklet (°C)               | −1,4  | −0,9  | 2,9   | 9,6  | 15,1 | 19,4 | 23,0 | 24,1 | 19,7  | 12,9 | 6,6   | 1,4   | 11,1  |
| Átlagos min. hőmérséklet (°C)       | −5,1  | −5,2  | −2,0  | 3,2  | 9,0  | 14,6 | 18,9 | 19,7 | 15,7  | 8,5  | 2,4   | −2,1  | 6,5   |
| Rekord min. hőmérséklet (°C)        | −23,5 | −25,5 | −21,2 | −7,6 | −3,1 | 1,8  | 8,1  | 9,4  | 3,8   | −3,5 | −10,7 | −19,5 | −25,5 |
| Átl. csapadékmennyiség (mm)         | 97    | 99    | 123   | 119  | 137  | 172  | 231  | 165  | 236   | 134  | 99    | 88    | 1700  |
| Havi napsütéses órák száma          | 96    | 113   | 151   | 175  | 181  | 143  | 146  | 181  | 124   | 126  | 99    | 89    | 1623  |
| Forrás: Japan Meteorological Agency |       |       |       |      |      |      |      |      |       |      |       |       |       |

## Részei
Manapság a Japán Alpok magába foglalja a Hida-hegységet (飛騨山脈 Hida Szanmjaku), a Kiszo- hegységet (木曽山脈 Kiszo Szanmjaku) és az Akaisi- hegységet (赤石山脈 Akaisi Szanmjaku). A két legmagasabb pontja a Hotaka-hegy 3190 méterrel a Hida-hegységben és a Kita-hegy 3193 méterrel az Akaisi-hegységben. Az utóbbi a Fudzsi-hegy után a második legmagasabb csúcs Japánban. Itt található még Japán második legmagasabb vulkánja is az Ontake-hegy, amely még ma is aktív és legutóbb 2014. szeptember 27-én tört ki legutóbb.

### Hida-hegység
Más néven az Északi Alpok (北アルプス Kita Arupuszu). Nagano, Tojama és Gifu prefektúrákban terül el, egy kis része Niigata prefektúrába is belenyúlik. Legmagasabb pontja a Hotaka-hegy 3190 méterrel. Itt található Takayama, egy eldugott hegyi falu a Japán Alpok vonulatai között. A Kóbe marha világuralmának egyik legnagyobb kihívója a Takayama hegyi legelőin nevelkedett Hida marha. A Hida-hegységben található Tateyama 3015 méter magas, Japán egyik szent hegyének tartják számon és valószínűleg az egyik leghavasabb terület a Földön. A Hida-hegység a japán Alpok részét képezik és a meteorológusok szerint bizonyos részein akár 38 méter hó is hullhat egy év alatt. 
A hófedte tájat egy főútvonal szeli át, mely az óceánparti Tojama városánál indul, a nyugati oldalon éri el a Tatejama-csúcsot és egy hosszú alagúton vezet tovább Nagano prefektúrába, ahol az 1998-as téli olimpiát is rendezték. Az autóút ezen szakaszát Japánban csak úgy ismerik, a hókanyon.
A hegyi utakat kísérő hófal akár a megdöbbentő húszméteres magasságot is elérheti.
Bár eddig úgy tudták, hogy Kamcsatkától délre, Kelet-Ázsiában, nem léteztek gleccserek, egy nemrégi kutatás szerint három gleccser még mindig jelen van a Curugi-hegy és a Tate-hegy közelében, köszönhetően az extrém nedves éghajlatnak a Hokuriku régióban, mely bőséges hómennyiséggel látja el a magasabb csúcsokat.

### Kiszo- hegység
Más néven a Középső Alpok (中央アルプス Csúó Arupuszu). Nagano és Gifu prefektúrákban található. Legmagasabb pontja a Kiszokoma-hegy 2596 méterrel. Gránitból épül fel. A folyói, mint a Kiszo- és a Tenrjú-folyó az Isze-öbölbe folynak, a Csendes-óceánba. Itt van Japán második legmagasabb tűzhányója, az Ontake-hegy. Szerkezete szerint rétegvulkán. A hegyen 2905 méteres magasságban található Japán legmagasabban fekvő tava.

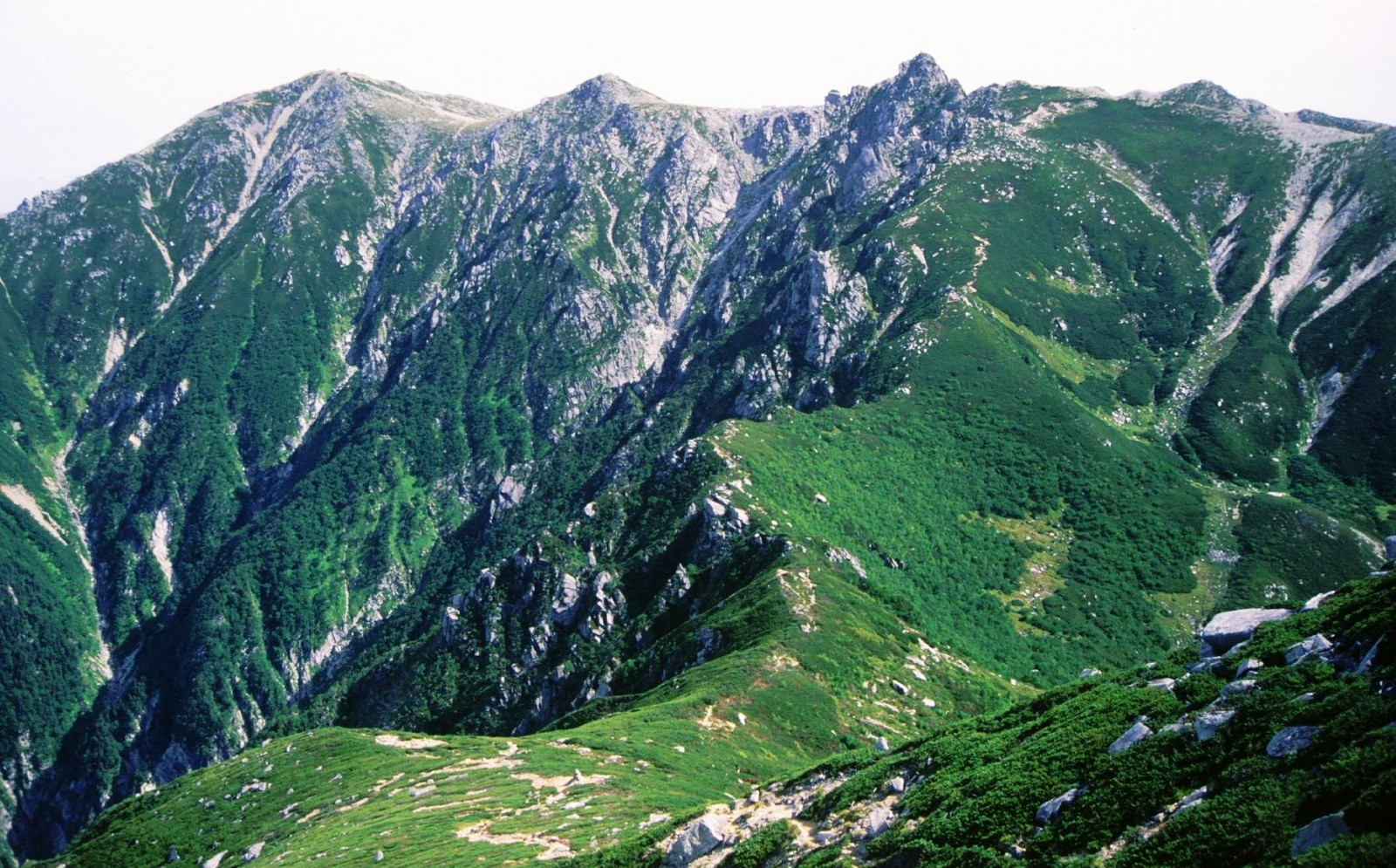
Kiszokoma-hegy

### Akaishi-hegység
Másnéven Déli-Alpok (南アルプス Minami Arupuszu), Nagano, Sizouka és Jamanasi prefektúrákban található. Legmagasabb pontja a Kita-hegy 3193 méterrel, mely egyben a Japán Alpok legmagasabb hegye is. A hegység a forrása az Ói és a Tenrjú folyóknak, melyek a Csendes-óceánba ömlenek.

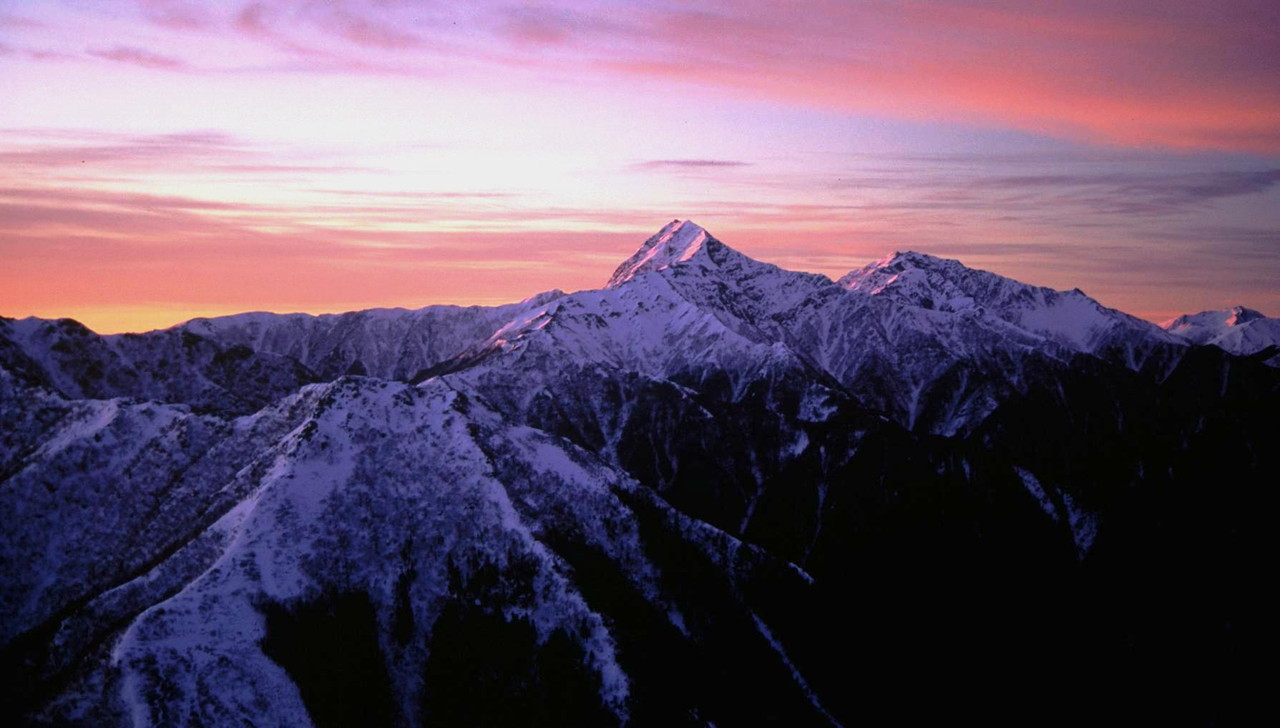
Kita-hegy